# Trisac
Trisac (trascrizione IPA [tri'zak] (Trizac, Trisacco [tri'zak:o]) è un popolare gioco di carte del lago di Garda.
Trizàc si gioca con un mazzo di 52 carte con i valori A, 2, 7, 8, 9, 10, Q (cavallo), K (re), di semi italiani. Si può giocare in due o più persone; tutti giocano individualmente.

## Regole base
Si gioca con un mazzo di 52 carte. Il mazzo va diviso in due: le carte da gioco e i cosiddetti 'segni' ("sègn"), costituiti dai '3', '4', '5' e '6' di ogni seme. I 'segni' vanno posti al centro del campo di gioco con il seme visibile. Lo scopo finale del gioco è appioppare i 'sègn' agli avversarî.
Nelle carte da gioco si distinguono i 4 fanti, il cavallo di denari e il dieci di denari, denominati 'consì' o 'cunsì' ('concini' in Italiano), con funzione di matta (jolly) e valore 11 punti.
Gli assi con valore 11 sono, con i consì, le carte più alte.
Dopo gli assi ci sono:
i re, 10 punti;
i cavalli (meno il cavallo di denari), 10 punti;
i dieci, 10 punti;
i nove, 9 punti;
gli otto, 8 punti;
i sette, 7 punti;
i due chiudono, ma con la particolarità di valere 10 punti.
In pratica, a seconda delle combinazioni di gioco o vale la gerarchia A, K, Q, 10, 9, 8, 7, 2, o si contano i punti sommando le carte dello stesso seme. In questo caso i due valgono 10 punti. 
La combinazione più alta è il quadris naturale di assi o il 'trisàc', quadris di 'consì'. Il quadris si può fare con tutti i semi e con l'aiuto dei consì. In caso di quadris fra due o più giocatori, vale la gerarchia su esposta.
Sotto il quadris c'è il 'colore' o 'flüs' (o früss, a seconda della zona geografica), cioè 4 carte dello stesso seme. In caso di parità con flüs, si contano i reispettivi punti sommando i punti delle carte (ricordandosi che i due valgono 10).
Poi il tris, costituito da tre carte uguali.
Se nessuno realizza una delle precedenti combinazioni, si contano i punti (si va a punti): chi ha più punti vince. I punti si contano sommando i punti delle carte di uguale seme, dando la precedenza al punteggio più alto. Se le quattro carte sono tutte di semi diversi, vale la più alta. I 'consì' valgono 11 e si sommano al punteggio più alto.
In caso di assoluta parità vince che precede nel giro di mano. «prima di te» è l'espressione che usa chi precede nella mano in caso di parità.

## Svolgimento della partita
Il mazziere mischia e dà da alzare all'aletta che si trova alla sua sinistra. L'aletta alza ed espone la carta del fondo per controllare che non sia un 'consì'. In tal caso l'aletta appoggia il mezzo mazzetto e lo taglia nuovamente, rimostrando la carta sul fondo finché non compare una carta ammessa. Tuttavia l'operazione non si ripete più di tre volte. Nel caso si rimescola.
Completate le operazioni di taglio, il mazziere distribuisce due carte coperte a ciascun giocatore, in senso anti-orario.
Il primo di mano, valutato il gioco, o passa la parola («vìa!»), o scommette un numero da due a 16 di 'sègn'. Se è timoroso, dice «dù picinì» (due, ma piccoli), se è sfrontato, «tücc» / «töcc» (tutti, a seconda della parrocchia). Le chiamate tipiche sono «via» o «due». Il secondo a parlare può accettare la disfida, rilanciare o uscire, gettando le carte («màrce», id est: «vado via»). e così avanti finché tutti hanno parlato, inclusi quelli che avevano iniziato con un «vìa», cioè passando la parola. Infatti una volta che c'è una scommessa la si deve accettare o rifiutare.
Se tutti dicono «vìa» non succede nulla e si passa alla seconda mano, dopo aver gettato le carte, che non sono più utilizzabili fino ad esaurimento.
Chi non accetta al primo giro prende un 'sègn'. Le carte devono restare coperte, onde non rendere noti i valori passati.
Chi accetta riceve due ulteriori carte scoperte.
Sulle carte scoperte si riaprono le scommesse. Si può restare sul numero detto (e.g. «va i dù», «per chei dù») o si può aumentare, «amó dù», ancora due, «amó tré(/í)», «tücc» etc. finché gli avversari si ritirano o accettano.
La regola fondamentale è che a trisàc, perde uno solo, ovvero perde chi ha la combinazione più bassa. Chi perde si prende i segni chiamati.
Chi ha segni è detto «spùrch», ossia «sporco», mentre chi non ne ha è «nèt», pulito. Tutti sporchi non è ammesso. «Se pöl mìa èser tôcc espùrc», nel caso ci si ritrovasse in tale situazione, vuol dire che non avete seguito le regole per bene, ma si può rimediare: chi ha meno segni li butta su tutti «nàr sö» e tutti gli altri giocatori, mettono su nel banco lo stesso numero di segni. Così facendo uno resta pulito. E si ricomincia.

## Esempio
Siano dati tre giocatori, Tizio (mazziere), Caio, Sempronio.
Tizio distribuisce le due carte coperte a tutti.
C. ha coperte: fante di coppe (consì), dieci di denari (consì)
S. ha coperte: due di spade e due di coppe;
T. ha coperte: re di denari e fante di denari (consì);
C. esordisce: «dù picinì picinì che se no scàpe» (due piccoli se no vado via);
S. ribatte: «me póra ghe no mìa: dú!» (io non ho paura, due!)
T. accetta e distribuisce due carte scoperte a tutti.
C: scoperte: otto di bastoni, nove di denari;
S. scoperte: re di bastoni, otto di spade;
T. scoperte: cavallo di denari (consì), dieci di bastoni.
C. dunque ha un tris di nove; S. ha 18 punti a spade; T. un tris di re.
C. riprende la parola: «và i dú» (vanno i due);
S.: «mé i vède» (vedo)
T.: «no no per vidìi ghen völ quàter» (quattro per vedere)
TA-TA-TA-TAM
Massaggiandosi il mento C. accetta, ed S., che ha meno di quanto hanno sul tavolo sia C. che T., e non può bluffare, se ne va. S. getta le carte e prende due segni. T. 'accusa' e butta giù le carte. C., che ha visto il tris di re, superiore al tris di nove in possesso dice: «ma và a fat ....» e butta via le carte coperte senza farle vedere e ritira 4 segni. C. ha adesso un vantaggio: sa che sono passati 4 consì, mentre T. ed S. lo possono solo sospettare.
A questo punto T. è 'nèt', C. (4 segni) ed S. (due segni) sono 'spúrch'.
Mano successiva.
C. coperte: 10 e sette di coppe;
S. coperte: due di denari e fante di bastoni
T. coperte; re e asso di coppe
C. chiama 'dù';
S. rilancia subito 'quàter'
T. accetta i quattro.
C. va via e ritira due segni.
T. distribuisce le carte scoperte.
S.: asso di spade e fante di spade
T.: otto di coppe e nove di bastoni.
Quindi S. ha un tris di assi e T. 29 punti a coppe.
S. istiga T. chiamando «amó ü» (ancora uno)
T. non ci sta e butta via.
A questo punto, se T. prendesse i quattro segni, tutti i giocatori sarebbero sporchi, cosa che contraddice la regola.
S., che ha meno segni di tutti (2), li mette tutti in gioco, cioè 'va su di due' e di 'due' vanno su anche T. e C.. Si dice infatti, saltando il passaggio di T. che S. e C. vanno su di due e T. giù di due: «só de dú e zó de dú».